# Daniello Concina
Daniello Concina (Clauzetto ou San Daniele, em Friuli, 20 de outubro de 1687 – Veneza, 21 de fevereiro de 1756) foi um italiano pregador da Ordem dos Dominicanos  e teólogo.

## Biografia

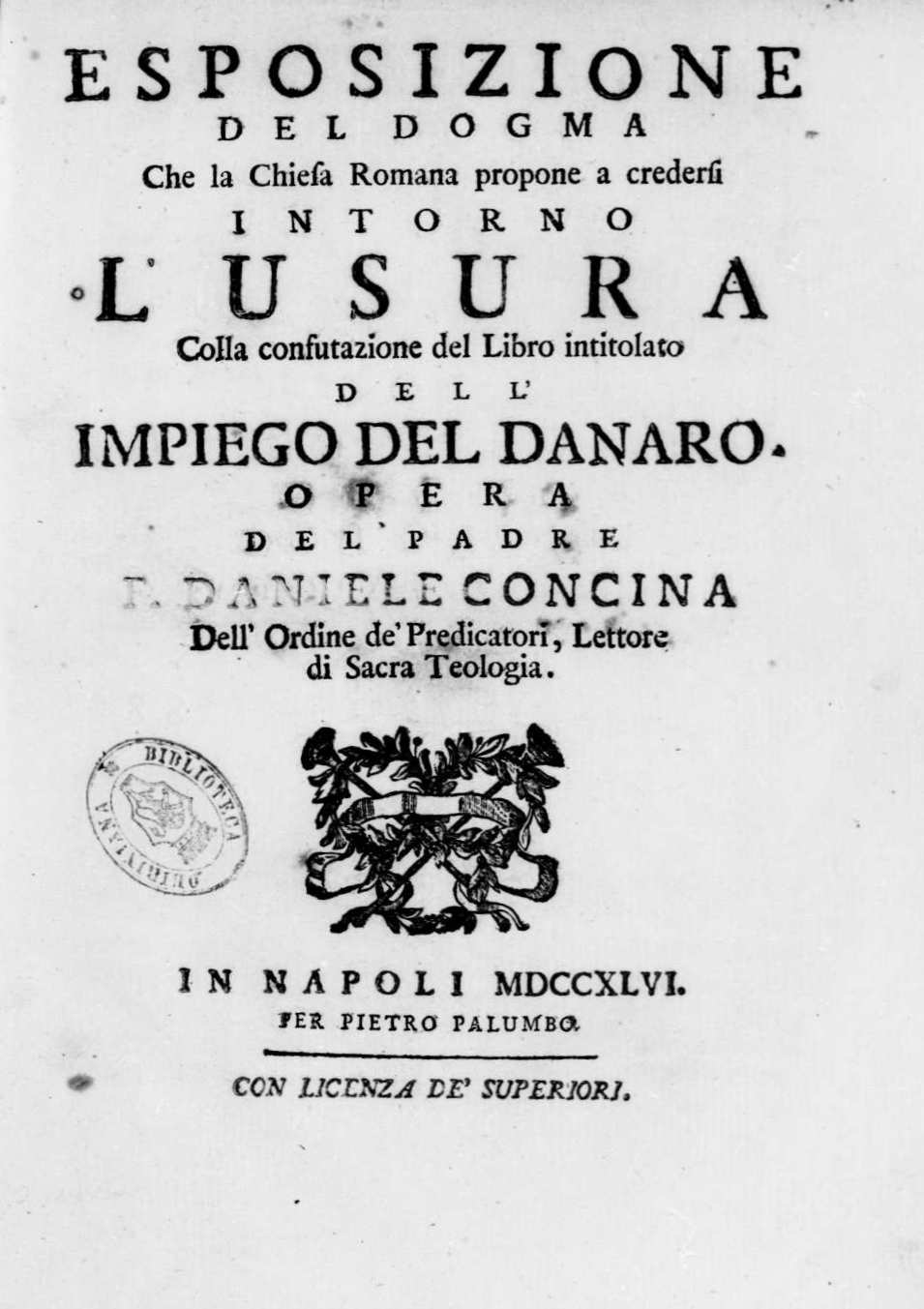
Esposizione del dogma che la Chiesa Romana propone a credersi intorno l'usura, 1746.

Ao concluir os seus primeiros estudos faculdade estudos na faculdade jesuíta de Görz (então na Áustria), entrou na Ordem Dominicana fazendo a sua profissão religiosa em março de 1708, no convento dos Santos Martinho e Rosa de Lima.
Depois de estudar filosofia três anos, foi enviado para estudar teologia no convento do Santo Rosário em Veneza, onde passou oito anos sob a direção dos padres de sua Ordem, Andruisso  e Zanchio. Em 1717 foi nomeado para a cadeira de filosofia, e depois para a de teologia, no convento de Forlì.